# Pietro de Fossis
Pietro de Fossis   (segle XV - Venècia, 1527 (Gregorià)) és un compositor flamenc i mestre de capella de la Cappella Marciana.

## Biografia
Desconeixem el lloc i la data de naixement d'aquest compositor, actiu a Itàlia després del 1480. Es considera que va néixer cap a mitjan segle xv, sobre la base dels primers relats de les seves funcions oficials. Es creu que és d'origen flamenc, però aquesta hipòtesi no és confirmada per les fonts, en les quals apareix només amb el seu nom, sense indicació de nacionalitat, generalment indicada si aquesta nacionalitat és estrangera. Un poeta contemporani, Pietro Contarini (en Argoa voluptas), en diu parlant amb el terme "de progenie gallo", probablement indicant un origen francoflamenc. No s'exclou, per tant, que el nom que s'hagi de conservar sigui Pierre de Fossis. La hipòtesi formulada per Fétis, que de Fossis seria el mateix autor que la que apareix en una antologia d'O. Petrucci de 1507, amb el nom de Pietro da Lodi i autor de dos frottoles, és negada categòricament per R. Eitner.
No se sap res de la vida de Fossis abans del 19 de setembre de 1485, quan va ser contractat com a cantant a la capella ducal de Sant Marc de Venècia amb un sou de 50 ducats al mes. D'acord amb la pràctica tradicional, va ser elegit mestre de capella el 31 d'agost de 1491, obtenint un augment de 20 ducats al mes i, per primera vegada en la pràctica de capella, una "domus in canonica". El 1502 va ser notat per la magistratura veneciana musicant els versos que Giovanni Armonio (organista a Saint-Marc entre 1516 i 1552 i poeta) va escriure amb motiu de la visita d'Anna de Foix, reina de Bohèmia i Hongria. El 1525 va caure greument malalt i les seves funcions van ser assumides per Pietro Lupato, que entre els cantants era el més qualificat per substituir-lo. A la mort de Fossis, el 1527, el títol de mestre de cor passà al flamenc Adrien Willaert gràcies a una forta recomanació. De fet, només aquells que havien servit anteriorment a la capella com a cantants podien ser nomenats mestres.
De la seva producció musical no en queda res.